# Orbigny-au-Val
Orbigny-au-Val [ɔʁbiɲi o val] ist eine französische Gemeinde mit 96 Einwohnern (Stand 1. Januar 2022) im Département Haute-Marne in der Region Grand Est. Sie gehört zum Kanton Nogent und zum Arrondissement Langres. 

## Geografie
Die Gemeinde Orbigny-au-Val liegt etwa acht Kilometer östlich von Langres am Stausee Lac de la Liez, der die Scheitelhaltung des Marne-Saône-Kanals sicherstellt. Sie ist umgeben von folgenden Nachbargemeinden:
| Bannes  | Neuilly-l’Évêque                            |                 |
|         | Kompassrose, die auf Nachbargemeinden zeigt | Orbigny-au-Mont |
| Peigney | Lecey                                       |                 |

## Bevölkerungsentwicklung
| Jahr                       | 1962 | 1968 | 1975 | 1982 | 1990 | 1999 | 2008 | 2018 |
| -------------------------- | ---- | ---- | ---- | ---- | ---- | ---- | ---- | ---- |
| Einwohner                  | 126  | 117  | 106  | 107  | 124  | 97   | 96   | 96   |
| Quellen: Cassini und INSEE |      |      |      |      |      |      |      |      |